# Johan Anegrund
Johan Anegrund, född 1 mars 1973 i Västerås, är en svensk före detta fotbollsspelare som spelade som försvarare.

## Karriär
Anegrund debuterade i allsvenskan för IFK Göteborg men kunde inte ta en ordinarie plats i laget. Han lånades ut till Västra Frölunda 1998 och gjorde där en säsong så pass lyckad att han fick debutera för landslaget senare samma år, i en match mot Jamaica. Anegrund gick tillbaka till IFK Göteborg men bytte till Örgryte IS 2000. I Örgryte var Anegrund en av lagets stora profiler och ledare, även om han under sina senare år i Örgryte hade problem med skador som höll honom borta från spel. Under slutet av 2006 års säsong bestämde han sig för att lägga fotbollsskorna på hyllan för att undvika framtida men.
Han blev i maj 2011 invald i Örgryte IS fotbollsstyrelse.

## Meriter
- 1 A-landskamp (mot Jamaica 1998)
- 7 U21-landskamper

## Klubbar
- Skiljebo SK
- IFK Göteborg
- Västra Frölunda IF (1998, lån)
- Örgryte IS (2000-2006)